# 吉村貢司郎
吉村 貢司郎（よしむら こうじろう、1998年1月19日 - ）は、東京都足立区出身のプロ野球選手（投手）。右投右打。東京ヤクルトスワローズ所属。

## 経歴

### プロ入り前
足立区立興本小学校2年生の時に野球を始め、足立区立第八中学校在学中は硬式野球のクラブチームである足立ベルモントボーイズでプレーした。
日本大学豊山高等学校に進学し、1年秋からエースを務めた。3年夏の東東京都大会では決勝まで進出したが、オコエ瑠偉らを擁する関東第一高等学校に敗れた。3年間で甲子園大会出場はなし。
國學院大學に進学し、2年春からリーグ戦に登板したが怪我に苦しみ、4年秋のリーグ戦では1試合の登板に留まった。プロ志望届を提出したが、2019年のドラフト会議では指名がなかった。1学年上に清水昇、同期に横山楓、1学年下に小川龍成がいた。卒業後は東芝に入社。
2020年に第91回都市対抗野球大会で登板し、152km/hを計測した。
2021年は第92回都市対抗野球大会予選のENEOS戦で自己最速の153km/hを計測して完封勝利を記録するなど活躍したが、同年のドラフト会議での指名はなかった。その後、ENEOSの補強選手として第92回都市対抗野球大会に出場した。
3年目の2022年は春に行われたJABA東京スポニチ大会で優勝。JR九州との決勝で完封勝利を記録した。第93回都市対抗野球大会に出場したが、1回戦で北海道ガスに敗れた。
同年10月6日、セ・リーグ優勝チーム・東京ヤクルトスワローズとの練習試合で、同年三冠王の村上宗隆から空振り三振を奪うなど、3回を投げて被安打3、7奪三振の好投を見せた。同月20日のドラフト会議でヤクルトから単独1位指名を受け、2度のドラフト指名漏れからの雪辱を果たした。11月24日、横浜市内のホテルで入団交渉を行い、契約金1億円プラス出来高払い5000万円、年俸1600万円で合意し、背番号は21となった。

### ヤクルト時代
2023年は、先発投手として開幕ローテーション入りを果たし、4月2日の広島東洋カープ戦（神宮球場）でプロ初登板し、5回85球、5安打2失点で同点のまま降板したため、勝敗は付かなかった。4月30日の阪神タイガース戦（神宮）で、6回2安打1失点の好投を見せ、7連敗中だったチームを勝利に導き、5度目の登板でプロ初勝利を手にした。続く5月9日の阪神戦（甲子園球場）では、6回無失点に抑えて2勝目を挙げたが、開幕から8試合に登板していた5月25日、右前腕を痛め、疲労などのコンディションを考慮し初めて出場選手登録を抹消された。9月3日に一軍に復帰。シーズンを通して12試合に登板し、4勝2敗、防御率4.33を記録。12月8日、500万円増となる推定年俸2100万円で契約を更改した。
2024年も前年に続き先発投手として開幕ローテーション入りを果たし、前年を上回る23試合に登板し、9勝8敗、防御率3.19を記録。年間でローテーションを守り抜き、9月4日にはプロ初完投を無四球完封で記録し、自身初となる月間MVPを獲得した。。12月13日、2900万円増となる推定年俸5000万円で契約を更改した。

## 選手としての特徴・人物
入団当初は「振り子投法」と呼ばれる始動する際に左足を後方の一塁側に上げてから前方へ振り上げる独特なフォームが特徴だった。2025年現在、「振り子投法」は辞めて普通に足を上げるフォームになっている。本人いわく「無駄を省いたフォームになっていっています」とのこと（Youtube「フルタの方程式」にて発言）。
最速154km/hのストレートとスライダー、フォークとのコンビネーションを軸としている。
愛称は「よっし」。

## 詳細情報

### 年度別投手成績
| 年 度     | 球 団     | 登 板 | 先 発 | 完 投 | 完 封 | 無 四 球 | 勝 利 | 敗 戦 | セ 丨 ブ | ホ 丨 ル ド | 勝 率 | 打 者 | 投 球 回 | 被 安 打 | 被 本 塁 打 | 与 四 球 | 敬 遠 | 与 死 球 | 奪 三 振 | 暴 投 | ボ 丨 ク | 失 点 | 自 責 点 | 防 御 率 | W H I P |
| --------- | --------- | ----- | ----- | ----- | ----- | -------- | ----- | ----- | -------- | ----------- | ----- | ----- | -------- | -------- | ----------- | -------- | ----- | -------- | -------- | ----- | -------- | ----- | -------- | -------- | ------- |
| 2023      | ヤクルト  | 12    | 11    | 0     | 0     | 0        | 4     | 2     | 0        | 0           | .667  | 257   | 60.1     | 66       | 9           | 14       | 0     | 2        | 46       | 1     | 0        | 31    | 29       | 4.33     | 1.33    |
| 2024      | ヤクルト  | 23    | 23    | 1     | 1     | 1        | 9     | 8     | 0        | 0           | .529  | 584   | 138.1    | 144      | 8           | 39       | 3     | 2        | 114      | 0     | 0        | 55    | 49       | 3.19     | 1.32    |
| 通算：2年 | 通算：2年 | 35    | 34    | 1     | 1     | 1        | 13    | 10    | 0        | 0           | .565  | 841   | 198.2    | 210      | 17          | 53       | 3     | 4        | 160      | 1     | 0        | 86    | 78       | 3.53     | 1.32    |

- 2024年度シーズン終了時

### 年度別守備成績
| 年 度 | 球 団    | 投手  | 投手  | 投手  | 投手  | 投手  | 投手     |
| 年 度 | 球 団    | 試 合 | 刺 殺 | 補 殺 | 失 策 | 併 殺 | 守 備 率 |
| ----- | -------- | ----- | ----- | ----- | ----- | ----- | -------- |
| 2023  | ヤクルト | 12    | 2     | 8     | 0     | 0     | 1.000    |
| 2024  | ヤクルト | 23    | 3     | 18    | 0     | 1     | 1.000    |
| 通算  | 通算     | 35    | 5     | 26    | 0     | 1     | 1.000    |

- 2024年度シーズン終了時

### 表彰
- 月間MVP：1回（投手部門：2024年9・10月[22]）

### 記録
初記録
投手記録
- 初登板・初先発登板：2023年4月2日、対広島東洋カープ3回戦（明治神宮野球場）、5回5安打2失点で勝敗つかず[23]
- 初奪三振：同上、2回表に玉村昇悟から空振り三振
- 初勝利・初先発勝利：2023年4月30日、対阪神タイガース6回戦（明治神宮野球場）、6回1失点[24]
- 初完投勝利・初完封勝利：2024年9月4日、対読売ジャイアンツ21回戦（京セラドーム大阪）、9回被安打9無四死球5奪三振[18]

打撃記録
- 初打席：2023年4月2日、対広島東洋カープ3回戦（明治神宮野球場）、2回裏に玉村昇悟から空振り三振
- 初打点：2023年5月24日、対阪神タイガース11回戦（明治神宮野球場）、3回裏に西勇輝から右翼犠飛
- 初安打：2023年9月3日、対阪神タイガース22回戦（明治神宮野球場）、3回裏に伊藤将司から右前安打

その他の記録
- オールスターゲーム出場：1回（2024年）

### 背番号
- 21（2023年[10] - ）

### 代表歴
- 2023 アジア プロ野球チャンピオンシップ 日本代表